# Ofloxacine
Ofloxacine is een antibioticum, behorend tot de categorie van de fluorchinolonen, dat een eiwit blokkeert dat een belangrijke rol speelt bij de bacteriegroei, waardoor de bacterie zich niet meer kan vermenigvuldigen en afsterft. De bacteriedodende werking begint één tot twee uur na inname.
Artsen schrijven het voor bij infecties met bacteriën, zoals blaasontsteking, luchtweginfecties (longontsteking, acute bronchitis, taaislijmziekte, tuberculose), huidinfecties en SOA's als gonorroe en Chlamydia.
Na inname verspreidt de stof zich via het bloed in het lichaam en komt vervolgens in de meeste weefsels terecht. Het komt ook in de urine terecht.
De stof is opgenomen in de lijst van essentiële geneesmiddelen van de WHO.